# Deuterostomia
Super-embranchement
Embranchements de rang inférieur
- Chordata
- Clade Ambulacraria
  - Echinodermata
  - Hemichordata
- Xenacoelomorpha
  - Xenoturbella
  - Acoelomata

Les Deutérostomiens (Deuterostomia) sont un super-embranchement d'animaux bilatériens réunissant principalement les chordés, les échinodermes et les hemichordés. Il a pour groupe frère le clade des protostomiens, avec lequel ils forment le taxon des néphrozoaires. La composition des deutérostomiens ainsi que ses synapomorphies ont grandement changé depuis la création de ce groupe en 1908.

## Historique
Ce nom vient du grec deúteros, second, et stoma, bouche. En effet, les deutérostomiens ont été historiquement caractérisés par la formation secondaire de la bouche par rapport à l'anus. Ce mode de développement était supposé les différencier des protostomiens, pour lesquels la bouche dérive du blastopore et est formée en premier. Cette synapomorphie avait été présumée à partir de l'observation de quelques groupes seulement. Il s'est ensuite avéré que le devenir du blastopore est très variable selon les clades et que de nombreux protostomiens ont un développement secondaire de la bouche.

Comparaison de la gastrulation chez les Protostomia et les Deutérostomiens.

Au début du XXe siècle, la caractérisation de ce groupe avait été basée sur des critères embryologiques :
- la formation de la bouche en second lors de l'embryogénèse. En effet, après la phase de gastrulation, le blastopore deviendra l'anus, la bouche nécessitant le percement d'un pore secondairement à la mise en place des tissus ;
- le clivage cellulaire de type radiaire lors de la segmentation (premières divisions de l'œuf) ;
- la formation du cœlome par entérocœlie. Le mésoderme dérive de l'endoderme, une invagination se forme dans la paroi de l'archentéron. En s'isolant de l'endoderme et en se refermant sur lui-même, le mésoderme délimite le cœlome.

Les deutérostomiens, tels que définis en 1908 par Grobber, comprenaient les échinodermes, les entéropneustes, les chaetognathes, les tunicata, les acrania et les vertébrés.
Les données moléculaires actuelles indiquent que certains taxons présentant les caractéristiques définies en 1908 appartiennent pourtant aux protostomiens (comme les brachiopodes, les phoronidiens, les tardigrades etc.). Il a été montré ainsi que la deutérostomie et le clivage radiaire étaient plésiomorphes et non pas des synapomorphies des deutérostomiens. Ces caractères ne sont donc plus considérés comme des caractères valides pour définir le groupe.

## Composition actuelle
L'unique synapomorphie actuellement reconnue des deutérostomiens est la présence d'un pharynx percé de fentes (pharyngotrémie). Sur cette base, le groupe comprend au moins les vertébrés, les urochordés, les céphalochordés, les échinodermes et les hémichordés. Les Deutérostomiens se subdiviseraient en deux grands clades, les Chordés et les Xenambulacraria. La position des Xenacoelomorpha (Xenoturbella et Acoelomata) reste toutefois très débattue : ceux-ci sont placés soit au sein des deutérostomiens en groupe-frère des Ambulacraria, soit en groupe-frère des Nephrozoa (deutérostomiens et protostomiens). Selon une autre terminologie, les embranchements des Échinodermes (Echinodermatae) et des Hémichordés (Hemichordata) constitueraient le groupe des épithélioneuriens, et celui des Chordés (Chordata) (embranchement qui contient les vertébrés) le groupe des épineuriens.
Le caractère monophylétique du groupe semble confirmé par les études moléculaires. Les Lophophorata et les Chétognathes (Chaetognatha) ont été traditionnellement classés parmi les Deutérostomiens sur des critères embryologiques, mais ce regroupement n'est pas confirmé par les études génétiques basées sur l'ARN 18S.
La position des phylums fossiles Vetulicolia et Mitrata n'est pas complètement fixée. Les mitrés (homalozoaires) ont été parfois présentés comme des ancêtres des chordés et sont depuis 2014 placés parmi les échinodermes en position basale. Les Vetulicolia étaient souvent considérés comme primitifs par leur apparence proche des protostomiens, mais ont été proposés à rattacher aux Urochordés (phylum des Chordés) par le constat de branchies et d'une structure analogue à la notochorde des tuniciers.
La monophylie des Deutérostomiens est l'hypothèse actuellement en vigueur mais reste encore débattue. Une étude récente suggère une paraphylie de ce groupe, le plus ancestral parmi les Bilatériens (Bilateria), avec une ramification des Chordés antérieure à celle des Xenambulacraria.

## Phylogénie
|            | Cephalochordata                                                  |
|            |                                                                  |
| Olfactores | \| \| Tunicata \| \| \| \| \| \| Vertebrata/Craniata \| \| \| \| |
|            | \| \| Tunicata \| \| \| \| \| \| Vertebrata/Craniata \| \| \| \| |
|            | Tunicata                                                         |
|            |                                                                  |
|            | Vertebrata/Craniata                                              |
|            |                                                                  |

|  | Tunicata            |
|  |                     |
|  | Vertebrata/Craniata |
|  |                     |

|  | Echinodermata |
|  |               |
|  | Hemichordata  |
|  |               |

|            | Cephalochordata                                                  |
|            |                                                                  |
| Olfactores | \| \| Tunicata \| \| \| \| \| \| Vertebrata/Craniata \| \| \| \| |
|            | \| \| Tunicata \| \| \| \| \| \| Vertebrata/Craniata \| \| \| \| |
|            | Tunicata                                                         |
|            |                                                                  |
|            | Vertebrata/Craniata                                              |
|            |                                                                  |

|  | Tunicata            |
|  |                     |
|  | Vertebrata/Craniata |
|  |                     |

|  | Echinodermata |
|  |               |
|  | Hemichordata  |
|  |               |

ou, selon une étude réalisée par Hervé Philippe et al. en (2019) :
|              | Xenacoelomorpha                                                |
|              |                                                                |
| Ambulacraria | \| \| Hemichordata \| \| \| \| \| \| Echinodermata \| \| \| \| |
|              | \| \| Hemichordata \| \| \| \| \| \| Echinodermata \| \| \| \| |
|              | Hemichordata                                                   |
|              |                                                                |
|              | Echinodermata                                                  |
|              |                                                                |

|  | Hemichordata  |
|  |               |
|  | Echinodermata |
|  |               |

|              | Xenacoelomorpha                                                |
|              |                                                                |
| Ambulacraria | \| \| Hemichordata \| \| \| \| \| \| Echinodermata \| \| \| \| |
|              | \| \| Hemichordata \| \| \| \| \| \| Echinodermata \| \| \| \| |
|              | Hemichordata                                                   |
|              |                                                                |
|              | Echinodermata                                                  |
|              |                                                                |

|  | Hemichordata  |
|  |               |
|  | Echinodermata |
|  |               |

N.B. Le positionnement exact des Xenacoelomorpha reste discuté en 2020.

## Liste des sous-taxons
Selon NCBI (1er Mars 2018) :
- embranchement Chaetognatha
- embranchement Chordata
  - sous-embranchement Cephalochordata
  - sous-embranchement Craniata
  - sous-embranchement Tunicata
- embranchement Echinodermata
  - clade non classé Eleutherozoa
  - clade non classé Pelmatozoa
- embranchement Hemichordata
  - classe Enteropneusta
  - classe Pterobranchia

Selon BioLib (5 juillet 2016) et ITIS (31 janvier 2014) :
- embranchement Chordata Bateson, 1885
- embranchement Echinodermata Klein, 1734
- embranchement Hemichordata Bateson, 1885
- embranchement Xenoturbella / Xenacoelomorpha Philippe et al., 2011

## Galerie

Homo sapiens, un chordé.
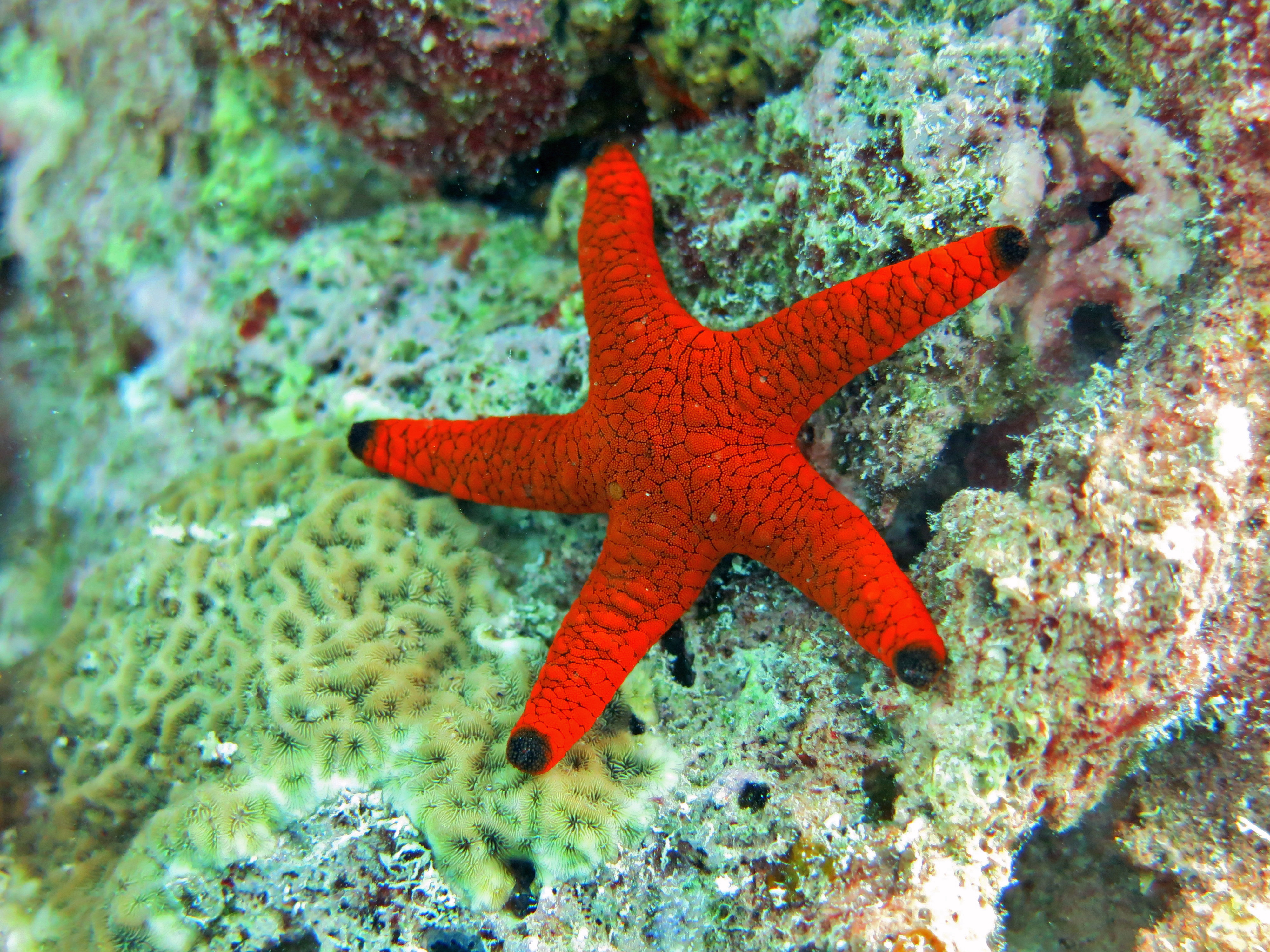
Fromia indica, une étoile de mer (classe de l'embranchement des échinodermes)
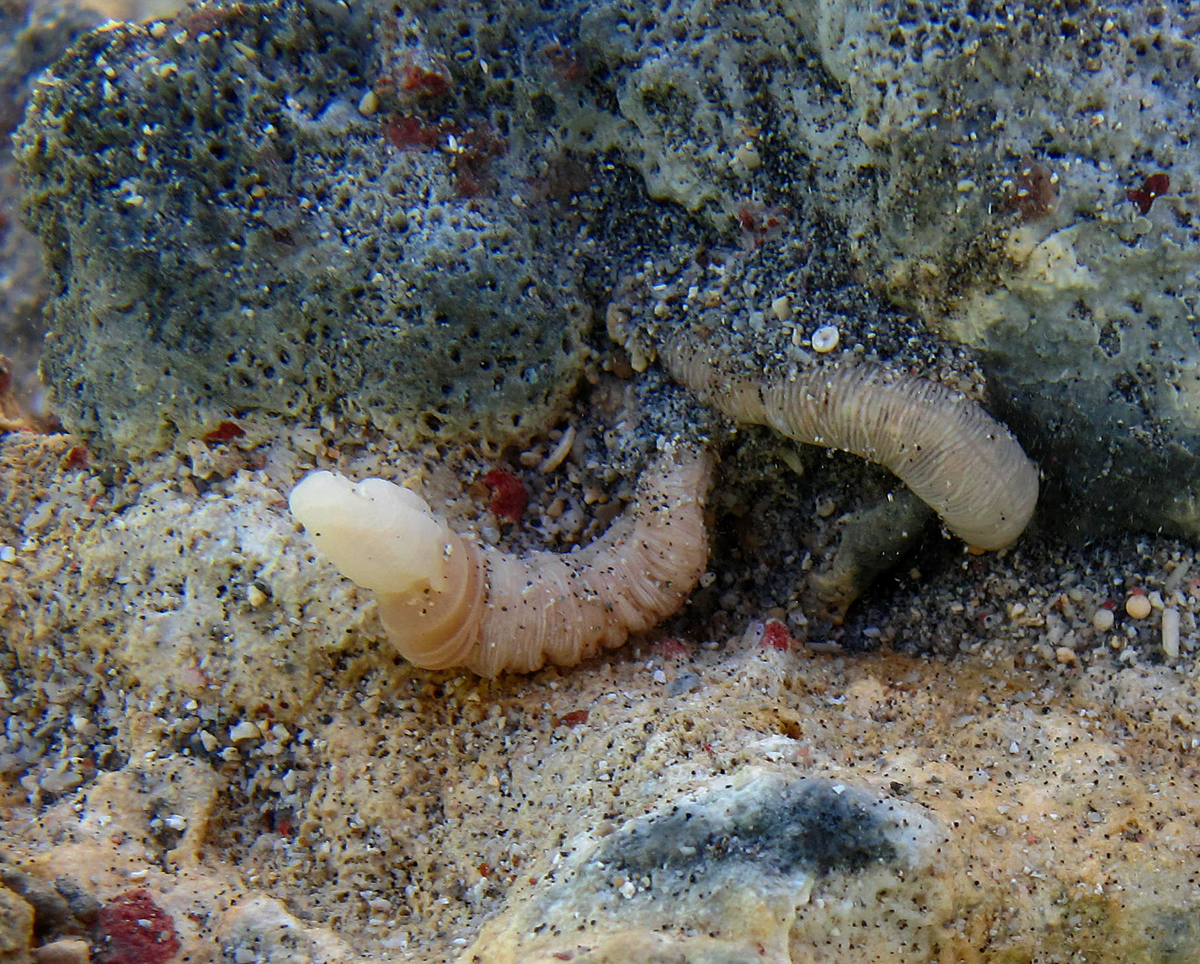
Glossobalanus sp., un hémichordé
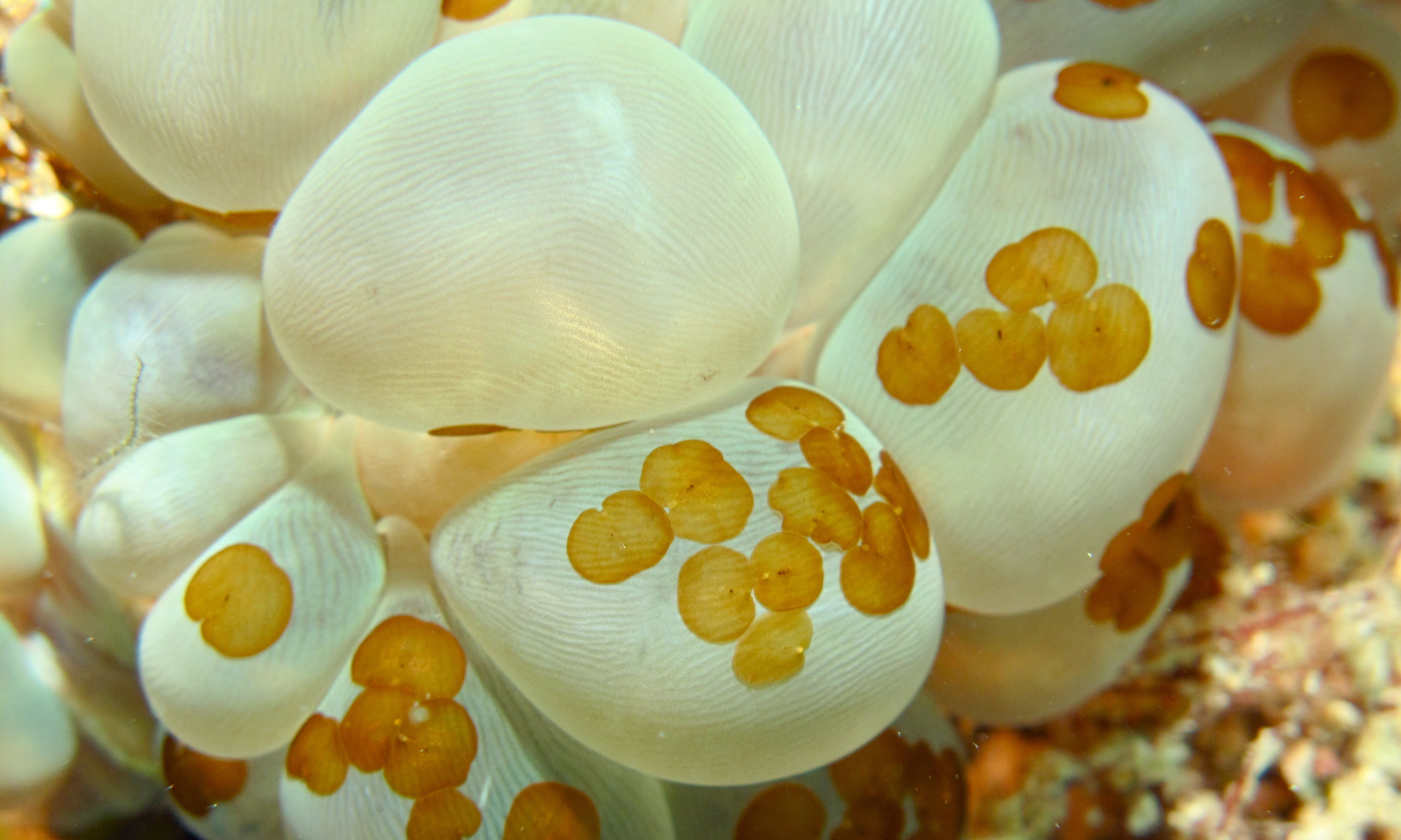
Waminoa sp. (formes jaunes) sur un corail bulle, des vers acœles (Xenacoelomorpha)